# Mimozotale flavovittata
Mimozotale flavovittata är en skalbaggsart som beskrevs av Stephan von Breuning 1975. Mimozotale flavovittata ingår i släktet Mimozotale och familjen långhorningar.
Artens utbredningsområde är Myanmar. Inga underarter finns listade i Catalogue of Life.